# Chelsea Football Club 2006-2007
Questa pagina contiene rosa e risultati del Chelsea Football Club nelle competizioni ufficiali della stagione 2006-2007.

## Maglie e sponsor
Lo sponsor tecnico per la stagione 2006-2007 è Adidas, mentre lo sponsor ufficiale è Samsung.
| Casa | Trasferta | Terza divisa |

## Rosa
| N. |                           | Ruolo | Calciatore                    |
| -- | ------------------------- | ----- | ----------------------------- |
| 1  | Rep. Ceca (bandiera)      | P     | Petr Čech                     |
| 3  | Inghilterra (bandiera)    | D     | Ashley Cole                   |
| 4  | Francia (bandiera)        | C     | Claude Makélélé               |
| 5  | Ghana (bandiera)          | C     | Michael Essien                |
| 6  | Portogallo (bandiera)     | D     | Ricardo Carvalho              |
| 7  | Ucraina (bandiera)        | A     | Andrij Ševčenko               |
| 8  | Inghilterra (bandiera)    | C     | Frank Lampard (vice-capitano) |
| 9  | Paesi Bassi (bandiera)    | D     | Khalid Boulahrouz             |
| 10 | Inghilterra (bandiera)    | C     | Joe Cole                      |
| 11 | Costa d'Avorio (bandiera) | A     | Didier Drogba                 |
| 12 | Nigeria (bandiera)        | C     | John Obi Mikel                |
| 13 | Germania (bandiera)       | C     | Michael Ballack               |
| 14 | Camerun (bandiera)        | C     | Geremi                        |
| 16 | Paesi Bassi (bandiera)    | C     | Arjen Robben                  |

| N. |                           | Ruolo | Calciatore            |
| -- | ------------------------- | ----- | --------------------- |
| 18 | Inghilterra (bandiera)    | D     | Wayne Bridge          |
| 19 | Francia (bandiera)        | C     | Lassana Diarra        |
| 20 | Portogallo (bandiera)     | D     | Paulo Ferreira        |
| 21 | Costa d'Avorio (bandiera) | A     | Salomon Kalou         |
| 23 | Italia (bandiera)         | P     | Carlo Cudicini        |
| 24 | Inghilterra (bandiera)    | C     | Shaun Wright-Phillips |
| 26 | Inghilterra (bandiera)    | D     | John Terry (capitano) |
| 33 | Portogallo (bandiera)     | D     | Nuno Morais           |
| 40 | Portogallo (bandiera)     | P     | Henrique Hilário      |
| 47 | Israele (bandiera)        | A     | Ben Sahar             |
| 48 | Inghilterra (bandiera)    | C     | Michael Woods         |
| 49 | Inghilterra (bandiera)    | A     | Scott Sinclair        |
| 51 | Inghilterra (bandiera)    | D     | Sam Hutchinson        |

## Risultati

### Premier League

#### Girone di andata
| Arbitro: | Bennett |

|                                  |           |  |
| Terry 11’ Lampard 26’ Drogba 78’ | Marcatori |  |

| Arbitro: | Webb |

|                         |           |                |
| Pogatetz 80’ Viduka 90’ | Marcatori | 16’ Shevchenko |

| Arbitro: | Clattenburg |

|  |           |                               |
|  | Marcatori | 50’ (rig.) Lampard 81’ Drogba |

| Arbitro: | Wiley |

|                        |           |                 |
| Drogba 6’ Carvalho 63’ | Marcatori | 54’ Hasselbaink |

| Arbitro: | Riley |

|            |           |  |
| Drogba 42’ | Marcatori |  |

| Arbitro: | Halsey |

|  |           |                         |
|  | Marcatori | 73’ (rig.), 80’ Lampard |

| Arbitro: | Poll |

|           |           |                |
| Drogba 3’ | Marcatori | 45’ Agbonlahor |

| Arbitro: | Riley |

|  |           |                        |
|  | Marcatori | 45’ (aut.) Ingimarsson |

| Arbitro: | Clattenburg |

|                            |           |  |
| Shevchenko 55’ Ballack 57’ | Marcatori |  |

| Arbitro: | Atkinson |

|  |           |                         |
|  | Marcatori | 43’ Lampard 49’ Ballack |

| Arbitro: | Poll |

|                       |           |  |
| Dawson 25’ Lennon 52’ | Marcatori |  |

| Arbitro: | Webb |

|                                     |           |  |
| Drogba 27’, 36’, 69’ Shevchenko 52’ | Marcatori |  |

| Arbitro: | Dean |

|            |           |  |
| Geremi 22’ | Marcatori |  |

| Arbitro: | Webb |

|          |           |              |
| Saha 29’ | Marcatori | 69’ Carvalho |

| Arbitro: | Bennett |

|  |           |             |
|  | Marcatori | 45’ Ballack |

| Arbitro: | Wiley |

|            |           |             |
| Essien 84’ | Marcatori | 78’ Flamini |

| Arbitro: | Dowd |

|            |           |  |
| Drogba 74’ | Marcatori |  |

| Arbitro: | Halsey |

|                            |           |                                          |
| Arteta 38’ (rig.) Yobo 64’ | Marcatori | 49’ (aut.) Howard 81’ Lampard 87’ Drogba |

| Arbitro: | Dean |

|                 |           |                                    |
| Heskey 45’, 75’ | Marcatori | 13’ Lampard 31’ Kalou 90+3’ Robben |

#### Girone di ritorno
| Arbitro: | Wiley |

|                 |           |                            |
| Drogba 38’, 72’ | Marcatori | 67’ Lita 85’ (aut.) Essien |

| Arbitro: | Webb |

|                                |           |                        |
| Rosenior 35’ (aut.) Drogba 62’ | Marcatori | 16’ Volz 84’ Bocanegra |

| Birmingham 2 gennaio 2007, ore 20:00 WET 22ª giornata | Aston Villa | 0 – 0 referto | Chelsea | Villa Park (41 006 spett.)\| Arbitro: \| Dowd \| |
| Arbitro:                                              | Dowd        |               |         |                                                  |

| Arbitro: | Atkinson |

|                                                         |           |  |
| Lampard 13’ Robben 63’ Kirkland 70’ (aut.) Drogba 90+2’ | Marcatori |  |

| Arbitro: | Styles |

|                     |           |  |
| Kuyt 4’ Pennant 18’ | Marcatori |  |

| Arbitro: | Poll |

|                                 |           |  |
| Drogba 6’ Lampard 67’ Kalou 90’ | Marcatori |  |

| Arbitro: | Halsey |

|  |           |             |
|  | Marcatori | 18’ Lampard |

| Arbitro: | Foy |

|                                   |           |  |
| Drogba 45’, 83’ Xavier 70’ (aut.) | Marcatori |  |

| Arbitro: | Halsey |

|  |           |                      |
|  | Marcatori | 33’ Drogba 82’ Kalou |

| Arbitro: | Wiley |

|  |           |                    |
|  | Marcatori | 28’ (rig.) Lampard |

| Arbitro: | Foy |

|                                     |           |  |
| Shevchenko 4’ Kalou 17’ Ballack 58’ | Marcatori |  |

| Arbitro: | Rennie |

|  |           |             |
|  | Marcatori | 90+2’ Kalou |

| Arbitro: | Styles |

|              |           |  |
| Carvalho 52’ | Marcatori |  |

| Arbitro: | Dean |

|           |           |                                               |
| Tevez 35’ | Marcatori | 31’, 36’ Wright-Phillips 52’ Kalou 62’ Drogba |

| Newcastle upon Tyne 22 aprile 2007, ore 13:30 WEST 34ª giornata | Newcastle Utd | 0 – 0 referto | Chelsea | St James' Park (52 056 spett.)\| Arbitro: \| Halsey \| |
| Arbitro:                                                        | Halsey        |               |         |                                                        |

| Arbitro: | Styles |

|                                   |           |                         |
| Kalou 22’ Jääskeläinen 34’ (aut.) | Marcatori | 19’ Michalík 54’ Davies |

| Arbitro: | Wiley |

|                     |           |            |
| Gilberto 43’ (rig.) | Marcatori | 70’ Essien |

| Londra 9 maggio 2007, ore 20:00 WEST 37ª giornata | Chelsea | 0 – 0 referto | Manchester Utd | Stamford Bridge (41 794 spett.)\| Arbitro: \| Poll \| |
| Arbitro:                                          | Poll    |               |                |                                                       |

| Arbitro: | Halsey |

|            |           |             |
| Drogba 57’ | Marcatori | 50’ Vaughan |

### Community Shield
| Arbitro: | Martin Atkinson |

|                |           |                     |
| Shevchenko 44’ | Marcatori | 9’ Riise 80’ Crouch |

### FA Cup
| Arbitro: | Mason |

|                                                                         |           |            |
| Lampard 17’, 41’, 51’ (rig.) Wright-Phillips 68’ Mikel 82’ Carvalho 86’ | Marcatori | 40’ Murphy |

| Arbitro: | Wiley |

|                                    |           |  |
| Shevchenko 9’ Drogba 18’ Mikel 45’ | Marcatori |  |

| Arbitro: | Styles |

|                                                          |           |  |
| Wright-Phillips 39’ Drogba 51’ Essien 90’ Shevchenko 90’ | Marcatori |  |

| Arbitro: | Wiley |

|                            |           |                                         |
| Lampard 22’, 71’ Kalou 86’ | Marcatori | 5’ Berbatov 28’ (aut.) Essien 36’ Ghaly |

| Arbitro: | Atkinson |

|                  |           |                                    |
| Keane 76’ (rig.) | Marcatori | 54’ Shevchenko 61’ Wright-Phillips |

| Arbitro: | Wiley |

|             |           |                          |
| Roberts 64’ | Marcatori | 16’ Lampard 109’ Ballack |

| Arbitro: | Steve Bennett |

|             |           |  |
| Drogba 116’ | Marcatori |  |

### Football League Cup
| Arbitro: | Dowd |

|  |           |                       |
|  | Marcatori | 53’ J. Cole 81’ Kalou |

| Arbitro: | Halsey |

|                                                  |           |  |
| Lampard 32’ Shevchenko 65’ Essien 82’ Drogba 84’ | Marcatori |  |

| Arbitro: | Foy |

|  |           |            |
|  | Marcatori | 79’ Drogba |

#### Semifinali
| Arbitro: | Bennett |

|            |           |            |
| Easter 77’ | Marcatori | 36’ Bridge |

| Arbitro: | Dean |

|                                      |           |  |
| Shevchenko 22’, 43’ Lampard 69’, 90’ | Marcatori |  |

#### Finale
| Arbitro: | Webb |

|             |           |                 |
| Walcott 13’ | Marcatori | 20’, 84’ Drogba |

### UEFA Champions League

#### Fase a gironi
| Arbitro: | Vassaras |

|                               |           |  |
| Essien 24’ Ballack 68’ (rig.) | Marcatori |  |

| Arbitro: | Duhamel |

|              |           |                      |
| Ognjanov 89’ | Marcatori | 39’, 52’, 68’ Drogba |

| Arbitro: | De Bleeckere |

|            |           |  |
| Drogba 47’ | Marcatori |  |

| Arbitro: | Farina |

|                        |           |                          |
| Deco 3’ Guðjohnsen 58’ | Marcatori | 52’ Lampard 90+3’ Drogba |

| Arbitro: | Michel |

|                 |           |  |
| Mertesacker 27’ | Marcatori |  |

| Arbitro: | Hamer |

|                                    |           |  |
| Shevchenko 27’ Wright-Phillips 83’ | Marcatori |  |

#### Fase ad eliminazione diretta

##### Ottavi di finale
| Arbitro: | Busacca |

|              |           |                |
| Meireles 12’ | Marcatori | 16’ Shevchenko |

| Arbitro: | Rosetti |

|                        |           |              |
| Robben 48’ Ballack 78’ | Marcatori | 15’ Quaresma |

##### Quarti di finale
| Arbitro: | De Bleeckere |

|            |           |           |
| Drogba 53’ | Marcatori | 30’ Silva |

| Arbitro: | Vassaras |

|               |           |                           |
| Morientes 32’ | Marcatori | 69’ Shevchenko 90’ Essien |

##### Semifinali
| Arbitro: | Merk |

|             |           |  |
| J. Cole 29’ | Marcatori |  |

| Arbitro: | González |

|                            |                      |                       |
| Agger 22’                  | Marcatori            |                       |
| Zenden Alonso Gerrard Kuyt | Tiri di rigore 4 – 1 | Robben Lampard Geremi |

## Statistiche

### Statistiche di squadra
| Competizione     | Punti      | In casa | In casa | In casa | In casa | In casa | In casa | In trasferta | In trasferta | In trasferta | In trasferta | In trasferta | In trasferta | Totale | Totale | Totale | Totale | Totale | Totale | DR  |
| Competizione     | Punti      | G       | V       | N       | P       | Gf      | Gs      | G            | V            | N            | P            | Gf           | Gs           | G      | V      | N      | P      | Gf     | Gs     | DR  |
| ---------------- | ---------- | ------- | ------- | ------- | ------- | ------- | ------- | ------------ | ------------ | ------------ | ------------ | ------------ | ------------ | ------ | ------ | ------ | ------ | ------ | ------ | --- |
| Premier League   | 83         | 19      | 12      | 7       | 0       | 37      | 11      | 19           | 12           | 4            | 3            | 27           | 13           | 38     | 24     | 11     | 3      | 64     | 24     | +40 |
| Community Shield | -          | -       | -       | -       | -       | -       | -       | 1            | 0            | 0            | 1            | 1            | 2            | 1      | 0      | 0      | 1      | 1      | 2      | -1  |
| FA Cup           | Vincitrice | 4       | 3       | 1       | 0       | 16      | 4       | 3            | 3            | 0            | 0            | 5            | 2            | 7      | 6      | 1      | 0      | 21     | 6      | +15 |
| League Cup       | -          | 1       | 1       | 0       | 0       | 4       | 0       | 5            | 4            | 1            | 0            | 10           | 2            | 6      | 5      | 1      | 0      | 14     | 2      | +12 |
| Champions League | 13         | 6       | 5       | 1       | 0       | 9       | 2       | 6            | 1            | 3            | 2            | 7            | 7            | 12     | 6      | 4      | 2      | 16     | 9      | +7  |
| Totale           | -          | 30      | 21      | 9       | 0       | 66      | 17      | 34           | 20           | 8            | 6            | 50           | 25           | 64     | 41     | 17     | 6      | 116    | 43     | +73 |